# Brendan Wayne
Brendan Wayne (* 8. Februar 1972 in Encino, Los Angeles, Kalifornien; eigentlich Daniel Brendan La Cava) ist ein US-amerikanischer Schauspieler und Filmproduzent. Wayne ist der Enkel von John Wayne.

## Filmografie

### Serien
- 2001: Angel – Jäger der Finsternis (Angel, Folge 2x13)
- 2005: Cold Case – Kein Opfer ist je vergessen (Cold Case, Folge 2x16)
- 2007: The Closer (Folge 3x09)
- 2008: CSI: Den Tätern auf der Spur (CSI: Crime Scene Investigation, Folge 8x11)
- 2009: Valley Peaks (Folge 1x04)
- 2014: Sons of Anarchy (Folge 7x02)
- 2015: The Mentalist (Folge 7x08)
- seit 2019: The Mandalorian

### Fernsehfilme
- 2009: Angel and the Bad Man

### Kinofilme
- 2002: A Midsummer Night’s Rave
- 2003: S.W.A.T. – Die Spezialeinheit
- 2004: Fear Within
- 2006: Searching for Mise en Place
- 2006: Home of the Brave
- 2006: Mr. Fix It
- 2008: Chinaman’s Chance
- 2008: Mouth of Caddo
- 2009: Das Hundehotel (Hotel for Dogs)
- 2009: Fast & Furious – Neues Modell. Originalteile. (Fast & Furious)
- 2009: All Inclusive
- 2010: Clown Hunt
- 2011: The Legend of Hell’s Gate: An American Conspiracy
- 2011: Cowboys & Aliens
- 2016: Little Dead Rotting Hood – Keine Angst vorm bösen Wolf (Little Dead Rotting Hood)